# Ammophila polita
Ammophila polita är en biart som beskrevs av Cresson 1865. Ammophila polita ingår i släktet Ammophila och familjen grävsteklar. Inga underarter finns listade i Catalogue of Life.